# Lake Ozark (Misuri)
Lake Ozark es una ciudad ubicada en el condado de Miller en el estado estadounidense de Misuri. En el Censo de 2010 tenía una población de 1586 habitantes y una densidad poblacional de 77,06 personas por km².

## Geografía
Lake Ozark se encuentra ubicada en las coordenadas 38°12′3″N 92°37′48″O / 38.20083, -92.63000. Según la Oficina del Censo de los Estados Unidos, Lake Ozark tiene una superficie total de 20.58 km², de la cual 18.72 km² corresponden a tierra firme y (9.05%) 1.86 km² es agua.

## Demografía
Según el censo de 2010, había 1586 personas residiendo en Lake Ozark. La densidad de población era de 77,06 hab./km². De los 1586 habitantes, Lake Ozark estaba compuesto por el 96.53% blancos, el 0.19% eran afroamericanos, el 0.69% eran amerindios, el 0.82% eran asiáticos, el 0.19% eran isleños del Pacífico, el 0.25% eran de otras razas y el 1.32% pertenecían a dos o más razas. Del total de la población el 1.2% eran hispanos o latinos de cualquier raza.